# ビルガー・メリング
- ビルゲル・メーリン

ビルガー・ソルベルグ・メリング（Birger Solberg Meling , 1994年12月17日 - ）は、ノルウェー・ヌールラン県スタヴァンゲル出身のサッカー選手。ノルウェー代表。デンマーク・スーペルリーガ・FCコペンハーゲン所属。ポジションはDF。

## クラブ経歴
2000年にバイキングFKのユースアカデミーに入所し、2013年にミドルズブラFCと契約。1年間ユースリーグでプレーするも、トップチーム昇格には至らず、2014年に母国リーグのスターベクIFと契約。9月21日のオーレスンFK戦でプロデビュー。2015年シーズンより先発に定着し、6月27日のストレームスゴトセトIF戦でプロ初ゴールを記録。2017年2月にローゼンボリBKと契約。加入後2年連続でリーグ優勝を経験。2018年シーズンは国内カップ戦ノルウェー・カップでも優勝した。
2020年7月6日、ニーム・オリンピックと3年契約を締結。リーグ・アン2020-21シーズン開幕戦のスタッド・ブレスト29戦で、移籍第1戦でゴールを記録。以降先発に定着し評価を高め、2021年2月にはリヴァプールFCからの関心が報じられた。
2021年7月20日、スタッド・レンヌと3年契約を締結。
2023年8月14日、FCコペンハーゲンに移籍した。

## 代表経歴
2015年から2年間U-21のノルウェー代表に招集され、2017年にフル代表に初招集。10月5日の2018 FIFAワールドカップ・ヨーロッパ予選のサンマリノ戦でフル代表デビュー。以降代表でも先発に定着した。